# Červeňany
Červeňany é um município da Eslováquia, situado no distrito de Veľký Krtíš, na região de Banská Bystrica. Tem 6,75 km² de área e sua população em 2018 foi estimada em 44 habitantes.

## Demografia
| Ano:        | 1994 | 2004    | 2014 | 2024   |
| ----------- | ---- | ------- | ---- | ------ |
| Broj ljudi: | 28   | 40      | 44   | 41     |
| Razlika:    |      | +42,85% | +10% | -6,81% |

| Ano:               | 2023 | 2024    |
| ------------------ | ---- | ------- |
| Número de pessoas: | 36   | 41      |
| Diferença:         |      | +13,88% |